# Vuelta a Colombia Femenina 2016
La 1.ª edición de la competición ciclista Vuelta a Colombia Femenina (nombre oficial: Vuelta a Colombia Femenina Coldeportes Oro y Paz), se celebró en Colombia entre el 9 y el 13 de noviembre de 2016 sobre un recorrido de 335,6 kilómetros. El evento comprendió un recorrido con cinco etapas, que empezó su curso con una contrarreloj individual de 12,9 kilómetros en el municipio de Buga, luego el pelotón rodó por algunos municipios tradicionales del Valle del Cauca hasta conectar con los departamentos de Risaralda y Caldas, donde se disputó la etapa reina con ascenso a la Plaza de Toros de Manizales, en el último día de carrera.
La carrera fue ganada por la corredora colombiana Ana Cristina Sanabria del equipo Bogotá Mejor Para Todos, en segundo lugar la ciclista venezolana Lilibeth Chacón (Cycling Girls HYF Team) y en tercer lugar Lorena Colmenares (Boyacá Raza de Campeones).

## Equipos participantes
Tomaron parte en la carrera 24 equipos invitados por la organización, solo participa 1 equipo de categoría profesional (el argentino Weber Shimano Ladies Power), los otros equipos forman parte de la categoría aficionado del país. Formando así un pelotón de 105 ciclistas de los que acabaron 95. Los equipos participantes fueron:
| Equipo                        | Categoría   |
| ----------------------------- | ----------- |
| Bogotá Mejor Para Todos       | Aficionado  |
| Boyacá Raza de Campeones      | Aficionado  |
| Carmen de Viboral             | Aficionado  |
| Club Kamikaze                 | Aficionado  |
| Coldeportes-Claro             | Aficionado  |
| Cycling Girls HYF Team        | Aficionado  |
| Gocycling                     | Aficionado  |
| Gripofen                      | Aficionado  |
| Healt Colombia                | Aficionado  |
| Inder Valle-Liciclismo Valle  | Aficionado  |
| Ingeautos-Zenú                | Aficionado  |
| Liga de Boyacá                | Aficionado  |
| Liga de Ciclismo de Antioquia | Aficionado  |
| Liga de Risaralda-Freevia     | Aficionado  |
| Liga de Sucre                 | Aficionado  |
| Merquimia Team                | Aficionado  |
| Mixto Gocycling-Zenú          | Aficionado  |
| Pedalea Visit Los Cabos       | Aficionado  |
| Proyecta Ingenieros           | Aficionado  |
| San Mateo Bondeadora la 23    | Aficionado  |
| San Mateo Educación Superior  | Aficionado  |
| Team Autolarte                | Aficionado  |
| Visit Los Cabos               | Aficionado  |
| Weber Shimano Ladies Power    | Profesional |

## Etapas
La Vuelta a Colombia Femenina dispuso de cinco etapas para un recorrido total de 335,6 kilómetros.
| Etapa     | Fecha     | Recorrido                           | type                    | Distancia (km) | Ganador               | Líder                 |
| --------- | --------- | ----------------------------------- | ----------------------- | -------------- | --------------------- | --------------------- |
| 1.ª etapa | 9 de nov  | Buga – Buga                         | contrarreloj individual | 12,9           | Ana Cristina Sanabria | Ana Cristina Sanabria |
| 2.ª etapa | 10 de nov | Buga – Zarzal                       | etapa llana             | 88,6           | Marlies Mejías        | Ana Cristina Sanabria |
| 3.ª etapa | 11 de nov | Zarzal – Ansermanuevo               | etapa escarpada         | 83,8           | Lilibeth Chacón       | Ana Cristina Sanabria |
| 4.ª etapa | 12 de nov | Cartago – Anserma                   | etapa escarpada         | 70             | Ana Cristina Sanabria | Ana Cristina Sanabria |
| 5.ª etapa | 13 de nov | Supía – Plaza de toros de Manizales | etapa de media montaña  | 80,3           | Jeniffer Medellin     | Ana Cristina Sanabria |

## Clasificaciones finales
- Las clasificaciones finalizaron de la siguiente forma:[6]

### Clasificación general
| Posición | Ciclista                | Equipo                   | Tiempo            |
| -------- | ----------------------- | ------------------------ | ----------------- |
|          | Ana Cristina Sanabria   | Bogotá Mejor Para Todos  | 9 h 36 min 13 seg |
| 2.º      | Lilibeth Chacón         | Cycling Girls HYF Team   | a 1 min 41 seg    |
| 3.º      | Lorena Colmenares       | Boyacá Raza de Campeones | a 2 min 41 seg    |
| 4.º      | Liliana Moreno          | Proyecta Ingenieros      | a 2 min 47 seg    |
| 5.º      | Jeniffer Medellín       | Proyecta Ingenieros      | a 3 min 47 seg    |
| 6.º      | Monica Yuliana Calderón | Coldeportes-Claro        | a 3 min 51 seg    |
| 7.º      | Paula Patiño            | Coldeportes-Claro        | a 3 min 52 seg    |
| 8.º      | Camila Cortes           | Gocycling                | a 3 min 55 seg    |
| 9.º      | Laura Camila Lozano     | Merquimia Team           | a 4 min 4 seg     |
| 10.º     | Camila Andrea Valbuena  | Coldeportes-Claro        | a 4 min 38 seg    |

### Clasificación de la montaña
| Posición | Ciclista              | Equipo                  | Puntos |
| -------- | --------------------- | ----------------------- | ------ |
|          | Lilibeth Chacón       | Cycling Girls HYF Team  | 16 pts |
| 2.º      | Ana Cristina Sanabria | Bogotá Mejor Para Todos | 13 pts |
| 3.º      | Jeniffer Medellín     | Proyecta Ingenieros     | 10 pts |

### Clasificación por puntos
| Posición | Ciclista          | Equipo                     | Puntos |
| -------- | ----------------- | -------------------------- | ------ |
|          | Marlies Mejías    | Weber Shimano Ladies Power | 55 pts |
| 2.º      | Lilibeth Chacón   | Cycling Girls HYF Team     | 46 pts |
| 3.º      | Lorena Colmenares | Boyacá Raza de Campeones   | 37 pts |

### Clasificación de las metas volantes
| Posición | Ciclista               | Equipo                     | Puntos |
| -------- | ---------------------- | -------------------------- | ------ |
|          | Marlies Mejías         | Weber Shimano Ladies Power | 47 pts |
| 2.º      | Milena Salcedo         | Cycling Girls HYF Team     | 17 pts |
| 3.º      | Flor Marina Delgadillo | Boyacá Raza de Campeones   | 10 pts |

## Evolución de las clasificaciones
| Etapa (Vencedor)                        | Clasificación general | Clasificación de la montaña | Clasificación por puntos | Clasificación de las metas volantes |
| --------------------------------------- | --------------------- | --------------------------- | ------------------------ | ----------------------------------- |
| 1.ª etapa (CRI) (Ana Cristina Sanabria) | Ana Cristina Sanabria | Ana Cristina Sanabria       | Ana Cristina Sanabria    | Laura Lozano                        |
| 2.ª etapa (Marlies Mejías)              | Ana Cristina Sanabria | Ana Cristina Sanabria       | Marlies Mejías           | Marlies Mejías                      |
| 3.ª etapa (Lilibeth Chacón)             | Ana Cristina Sanabria | Ana Cristina Sanabria       | Marlies Mejías           | Marlies Mejías                      |
| 4.ª etapa (Ana Cristina Sanabria)       | Ana Cristina Sanabria | Ana Cristina Sanabria       | Marlies Mejías           | Marlies Mejías                      |
| 5.ª etapa (Jeniffer Medellín)           | Ana Cristina Sanabria | Lilibeth Chacón             | Marlies Mejías           | Marlies Mejías                      |
| Final                                   | Ana Cristina Sanabria | Lilibeth Chacón             | Marlies Mejías           | Marlies Mejías                      |